# Hylobius carbo
Espèce
Hylobius carbo est une espèce fossile d'insectes coléoptères de la famille des Curculionidae.

## Classification
L'espèce Hylobius carbo est décrite en 1874 par le zoologiste français Émile Oustalet (1844-1905),.

### Fossiles
Selon Paleobiology Database en 2023, deux collections de l'Oligocène de France sont référencées : une de Céreste et une d'Aix-en-Provence. 
Les échantillons de Céreste sont F12+30, 27, 85, 94 viennent de la collection Fliche, enseignant la botanique à l'École nationale des eaux et forêts de Nancy et sont du gisement éocène de Céreste, dans les Alpes-de-Haute-Provence, dans la réserve naturelle géologique du Luberon, gérée par le parc naturel régional du Luberon. Les échantillons se trouvent dans les calcaires en plaquettes "supérieurs" du bassin d'Apt-Forcalquier,. 

## Description

### Dimensions
« Ces formes atteignent une taille de 6,5 mm, donc légèrement supérieure à celle de l'espèce type d'Aix. ».

### Publication originale
- [1874] Émile Oustalet, « Recherches sur les insectes fossiles des terrains Tertiaires de la France, deuxième partie, insectes fossiles d'Aix en Provence », Annales des Sciences Géologiques, Paris, vol. 5, no 2,‎ 1874, p. 1-347 (lire en ligne).